# Октябрь 2010 года

Список событий октября 2010 года.

## События
- 1 октября
  - С космодрома Сичан выполнен пуск ракеты-носителя «Чанчжэн-3C» с китайским спутником зондирования Луны «Чанъэ-2»[1].
  - Конституционный суд Украины признал незаконной конституционную реформу 2004 года, Украина возвращается к президентско-парламентской форме правления[2].
  - На специальной церемонии в Оттаве к присяге был приведен 28-й генерал-губернатор Канады. Им стал бывший ректор Университета Ватерлоо в Онтарио Дэвид Джонстон[3].
  - Парламент Южной Кореи утвердил кандидатуру нового премьер-министра. Им стал экс-глава палаты аудита и инспекций Ким Хван Сик[4].
  - В Ханое состоялась церемония открытия празднования 1000-летия города[5].
  - В Сан-Марино вступили в должность два новых капитана-регента. На предстоящие полгода эти функции будут выполнять христианский демократ Джованни Франческо Уголини и Андреа Дзафферани от Народного альянса[6].
- 2 октября
  - В Латвии прошли парламентские выборы[7], которые завершились победой партии «Единство»[8].
- 3 октября
  - Сборная Украины стала победителем Всемирной Шахматной Олимпиады в Ханты-Мансийске[9].
  - В Бразилии проходят парламентские и президентские выборы[10].
  - В Дели прошла церемония открытия 19-х игр Содружества[11].
  - Себастьян Лёб стал семикратным победителем чемпионата мира по ралли[12].
  - В Боснии и Герцеговине состоялись выборы в Президиум и обе палаты парламента[13].
- 4 октября

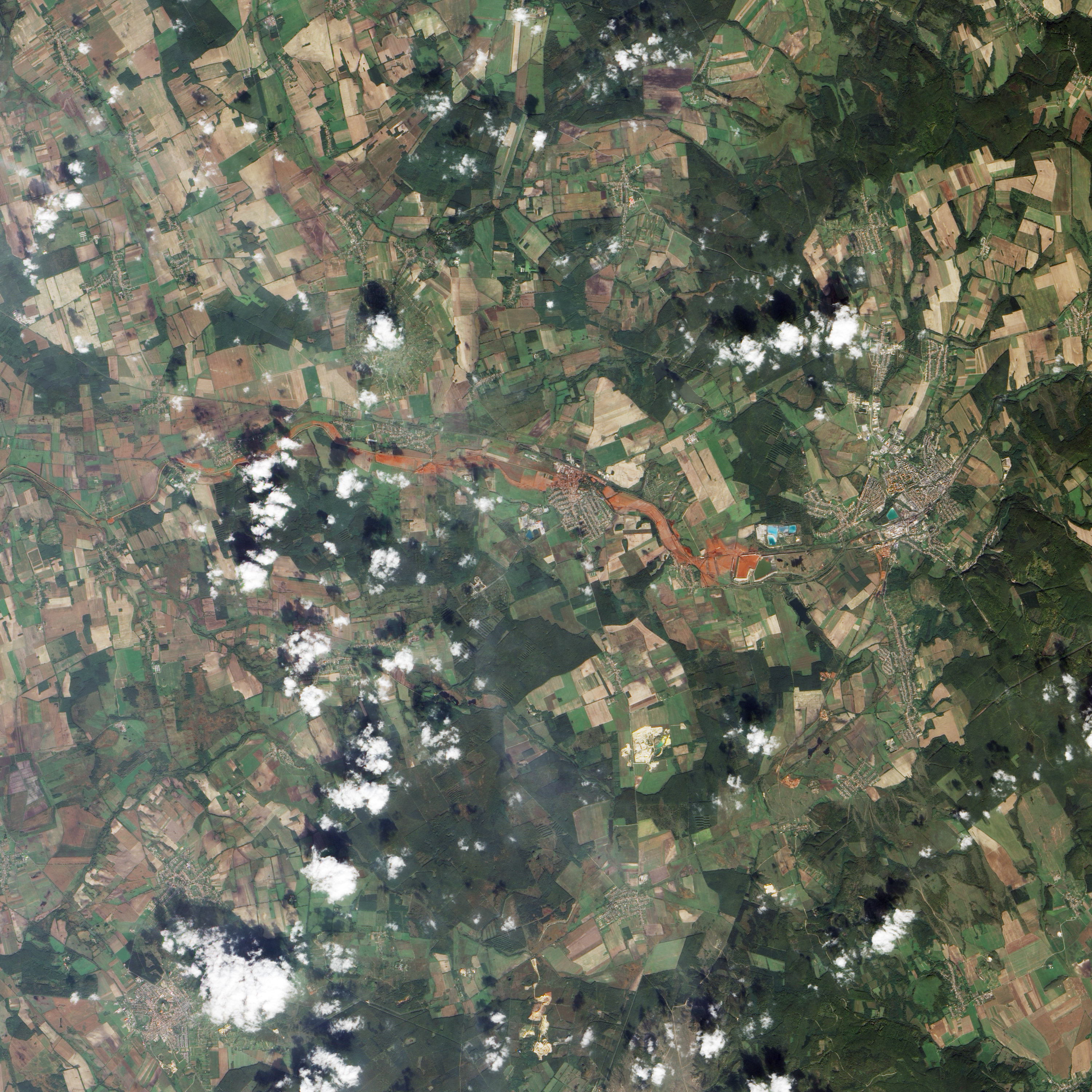
Зона экологической катастрофы в Венгрии, фотография со спутника.

  - Зона экологической катастрофы в Венгрии, фотография со спутника.Авария на алюминиевом заводе в городе Айка (Венгрия) привела к крупной утечке токсичных отходов. До 800 тыс. кубометров красного шлама разлилось на территории около 40 км². Затоплены сотни домов в городах Колонтар и Девечер. Часть ядохимикатов попала в Дунай. Погибли 9 человек, около 150 получили ожоги. Авария признана одной из крупнейших в Европе экологических катастроф[14].
  - В Стокгольме началась Нобелевская неделя, в течение которой будут названы лауреаты Нобелевской премии[15]. Первым был объявлен лауреат Нобелевской премии по физиологии и медицине, им стал Роберт Эдвардс, разработавший технологию искусственного оплодотворения[16].
  - Сборная Европы стала победителем Кубка Райдера — международных соревнований по гольфу[17].
  - Начался 8-я встреча форума «Азия-Европа», к дискуссии присоединились Австралия, Новая Зеландия и Россия[18].
  - Учёные завершили масштабный проект «Перепись населения океана», длившийся десять лет. В ходе исследования было обнаружено более шести тысяч потенциально новых видов морских организмов[19].

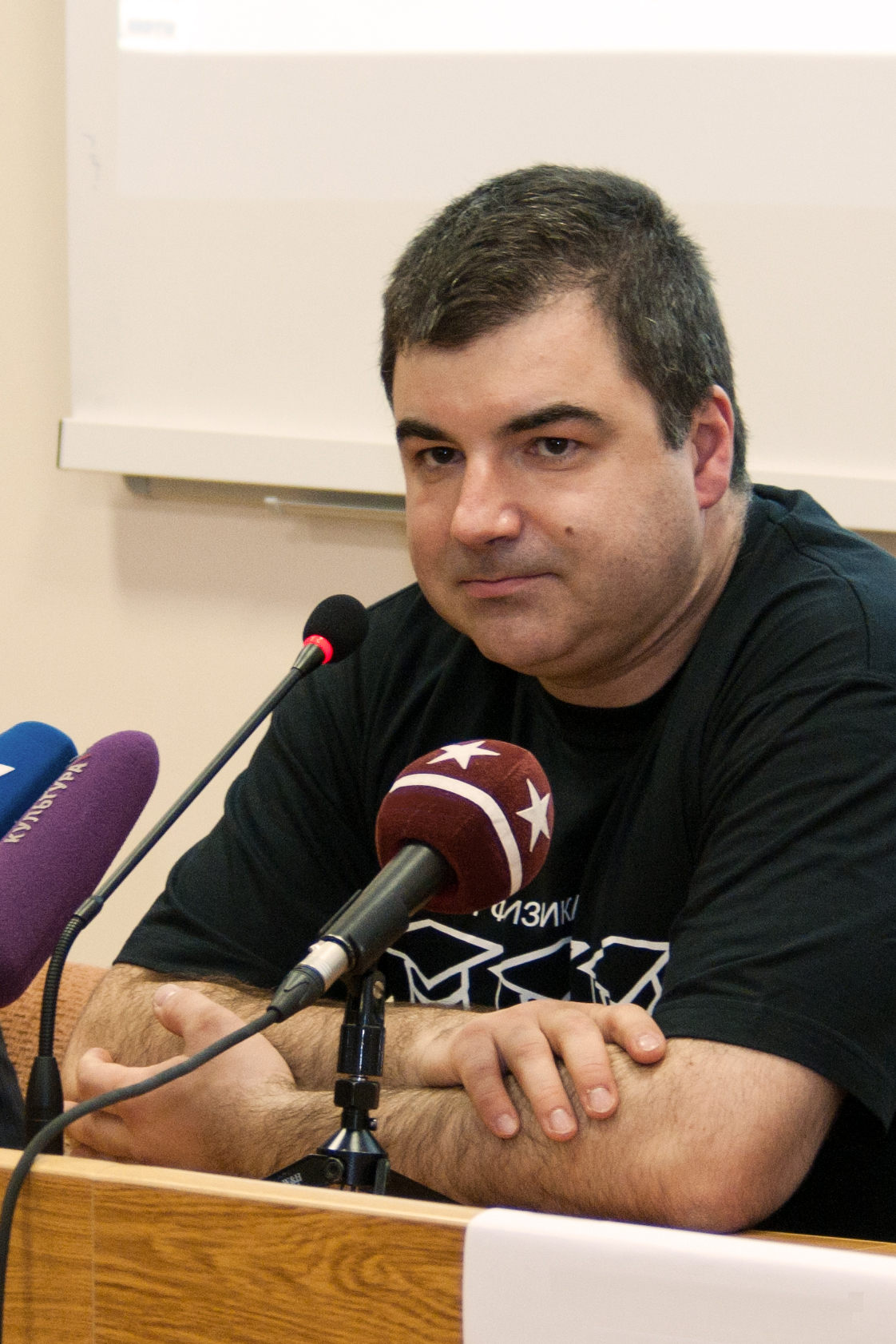
Константин Новосёлов

- Андрей ГеймКонстантин НовосёловНобелевская премия по физике присуждена Константину Новосёлову и Андрею Гейму за работы по созданию графена[20].

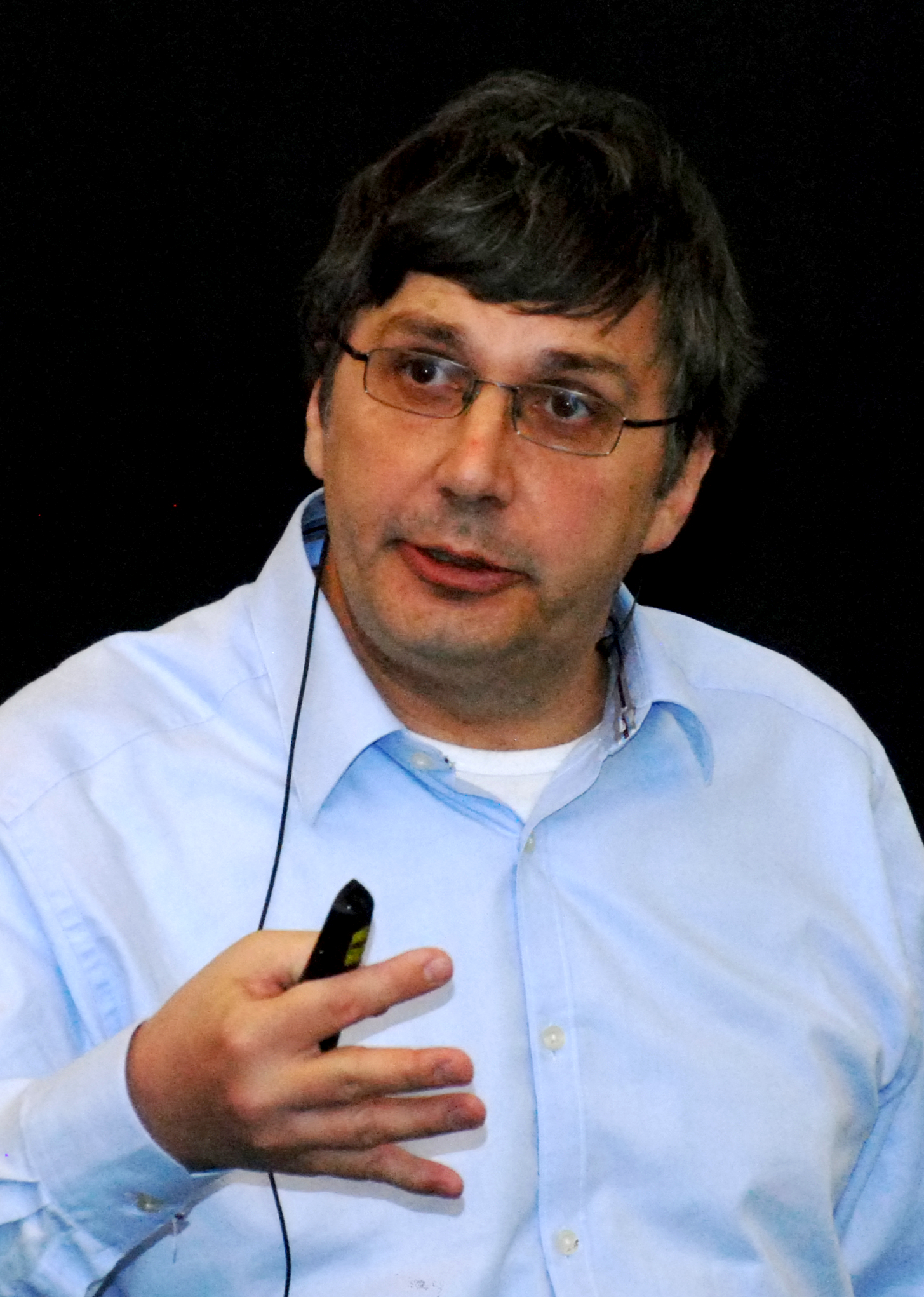
Андрей Гейм

  - В пресс-службе мэрии Москвы сообщили, что префект Северного административного округа Олег Митволь отправлен в отставку[21].
  - Центробанк Японии снизил базовую ставку до нуля. Япония стала вторым, после США государством с нулевой базовой ставкой[22].
  - Израиль депортировал лауреата Нобелевской премии мира Мейрид Корриган за участие в попытке прорыва морской блокады сектора Газа[23].
  - Согласно докладу экспертов ООН не менее 400 детей погибли за последние месяцы в нигерийском штате Замфара в результате отравления свинцом, медью и ртутью при незаконной добыче золота[24].
- 5 октября
- 6 октября
  - Были объявлены нобелевские лауреаты по химии — Ричард Хек, Эйити Нэгиси и Акира Судзуки за работы по созданию палладиевого катализатора в органическом синтезе[25].
  - В Брюсселе было подписано соглашение между Евросоюзом и Южной Кореей о свободной торговле, все тарифные и нетарифные ограничения в торговле между ЕС и Южной Кореей отменяются[26].
  - Власти Эфиопии выпустили из тюрьмы одного из ведущих активистов оппозиции, лидера крупнейшей оппозиционной партии страны «Союз за демократию и справедливость» Биртукан Мидексу, осуждённую пожизненно в 2008 году[27].
  - На востоке Таджикистана в вертолетной катастрофе погибли 28 военнослужащих, в том числе два заместителя командующего Национальной гвардией[28].
- 7 октября
  - Прошло успешное испытание российской баллистической ракеты «Булава»[29].

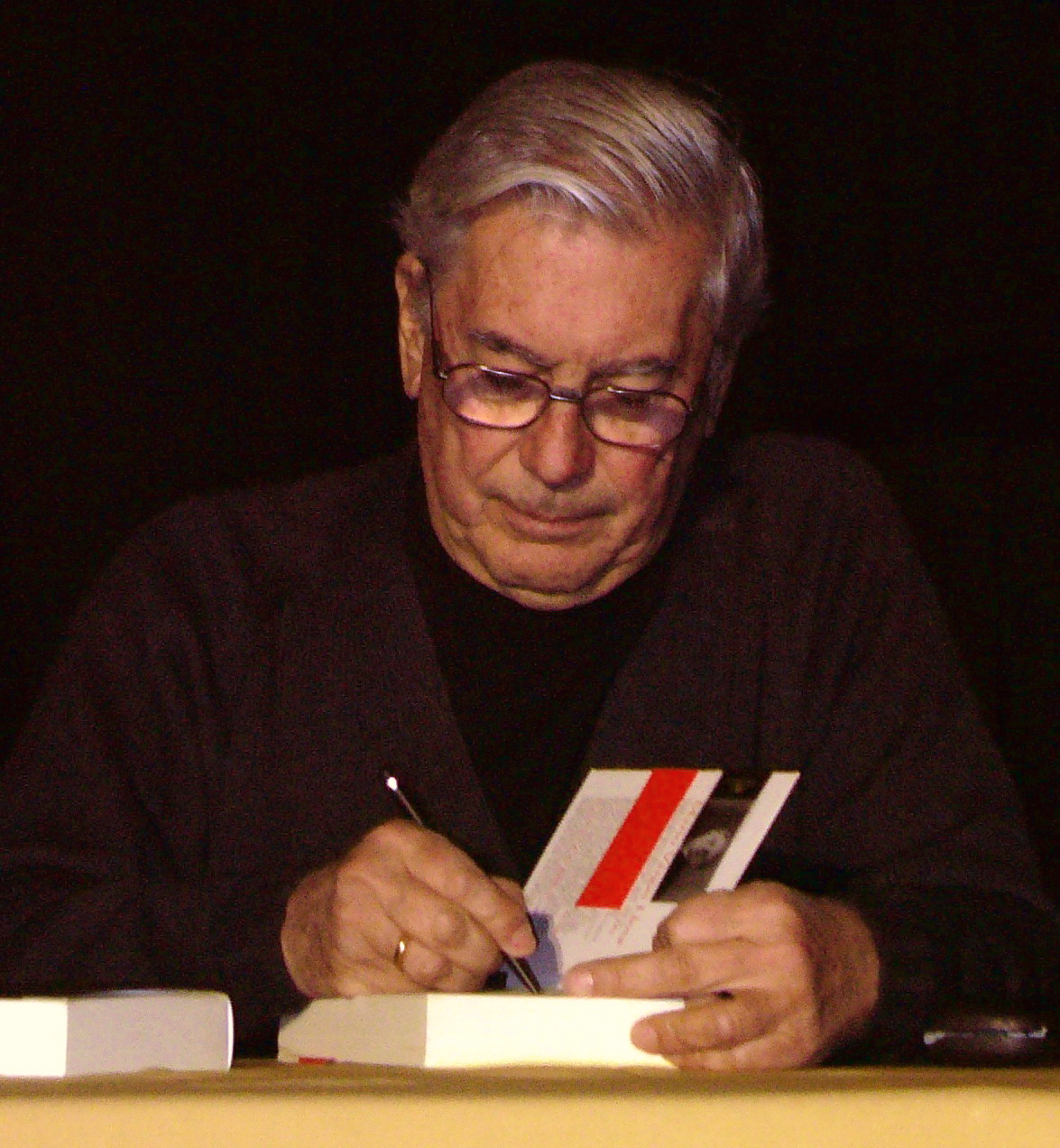
Марио Варгас Льоса

- - Лауреатом Нобелевской премии по литературе стал перуанский писатель Марио Варгас Льоса[30].
- 8 октября

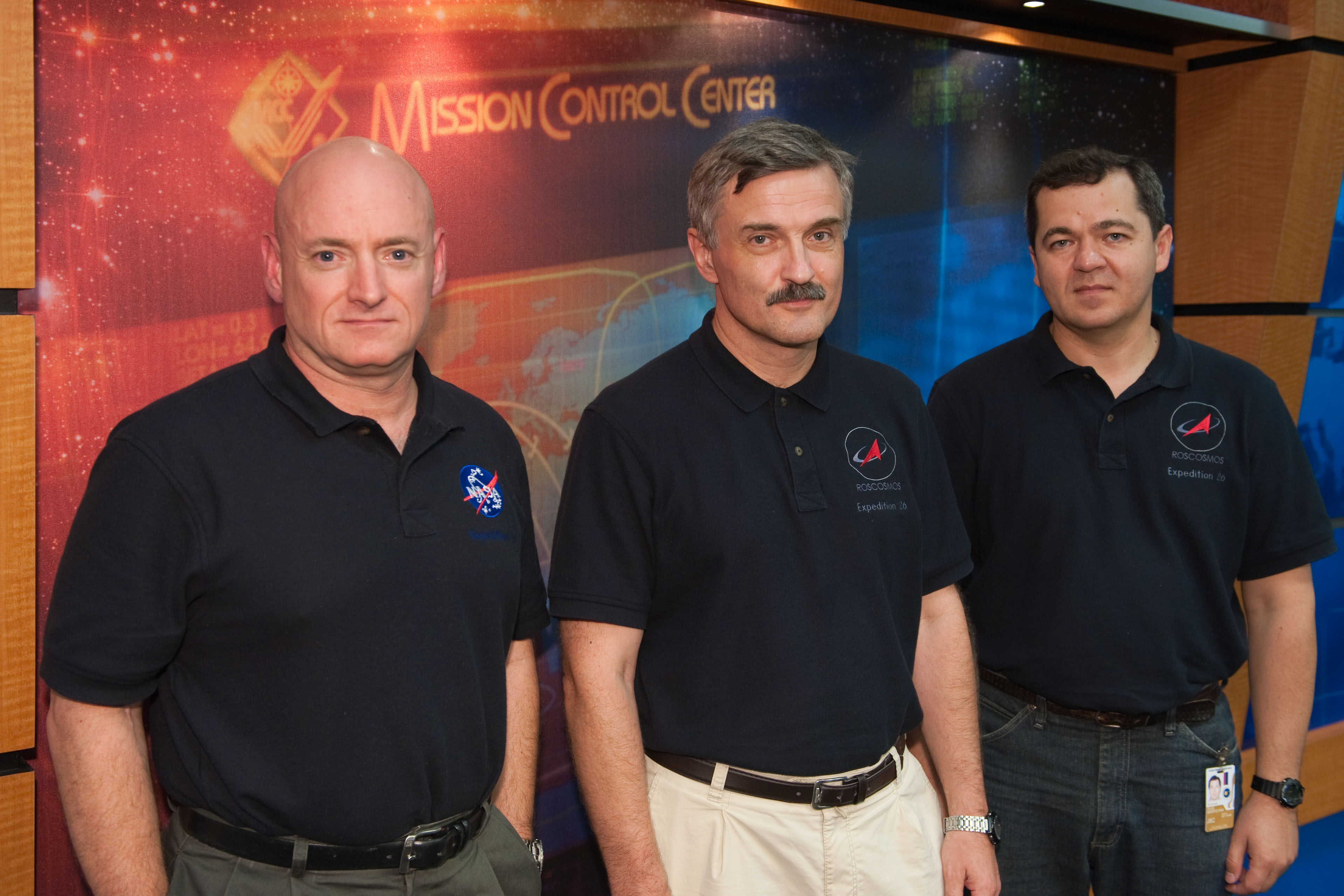
Экипаж «Союз ТМА-01М»

- - С космодрома Байконур стартовала ракета-носитель «Союз-ФГ» с космическим кораблём «Союз ТМА-01М» на борту. Это первый запуск модернизированного «Союза», все аналоговые системы которого были заменены на цифровые[31].
  - Лауреатом Нобелевской премии мира за 2010 год стал китайский диссидент Лю Сяобо[32].
  - Палестина прервала мирные переговоры с Израилем до тех пор, пока израильская сторона не остановит строительство на Западном берегу реки Иордан[33].
  - Первое упоминание Ким Чен Ына как наследника Ким Чен Ира на посту руководителя КНДР в официальных источниках[34].
  - В результате взрыва в мечети на севере Афганистана, погибли не менее 16 человек, среди которых губернатор провинции Кундуз[35].
- 9 октября
  - В ливийском городе Сирт открылся внеочередной саммит Лиги арабских государств[36].
- 10 октября
  - Нидерландские Антильские острова прекратили существование — бывшие голландские колонии Синт-Мартин и остров Кюрасао стали независимыми государствами в составе Королевства Нидерланды, а острова Бонайре, Саба и Синт-Эстатиус получили статус автономных территорий Нидерландов[37].
  - Вышла первая серия мультсериала My Little Pony: Friendship Is Magic[38].
  - Единый день голосования в России: выборы прошли в Верховный Хурал Республики Тыва, Белгородскую, Костромскую, Магаданскую областные Думы, а также в Законодательные Собрания Новосибирской и Челябинской областей[39].
  - В Кыргызстане прошли парламентские выборы. Пятипроцентный барьер преодолели пять политических партий, ни одна из которых не получила абсолютного большинства[40]. Больше всего голосов собрало движение «Ата-Журт»[41].
- 11 октября
  - Нобелевская премия по экономике 2010 года досталась трём учёным: Питеру Даймонду и Дэйлу Мортенсену, представляющим США, и Кристоферу Писсаридесу из Лондонской школы экономики[42].
  - Частный космический корабль SpaceShipTwo впервые совершил самостоятельный пилотируемый полёт[43].
- 12 октября
  - Начало спасательной операции в Чили. 33 шахтёра в течение суток поднимаются на поверхность. Шахтёры находились под завалами 69 дней[44].
  - Глава нижнетагильского фонда «Город без наркотиков» Егор Бычков приговорён к трём годам шести месяцам лишения свободы за похищение наркозависимых и побои в центре для наркозависимых[45]. Его помощники Александр Васякин и Виталий Пагин также осуждены. Защита обжаловала приговор, а президент России Дмитрий Медведев поручил Генпрокуратуре взять дело Бычкова под контроль.
  - Под Днепропетровском (Украина) произошла Марганецкая катастрофа. Поезд столкнулся с рейсовым автобусом, выехавшим на неохраняемый железнодорожный переезд. Более 40 человек погибло.13 октября на Украине объявлено днём траура.[46]
  - В Грозном открылся Всемирный конгресс чеченского народа[47].
  - Президент Грузии Михаил Саакашвили подписал указ о введении с 13 октября 2010 года безвизового режима для жителей Северного Кавказа[48].
  - Британский писатель Говард Джейкобсон получил Букеровскую премию за 2010 год за сатирический роман «Проблема Финклера»[49].
- 13 октября

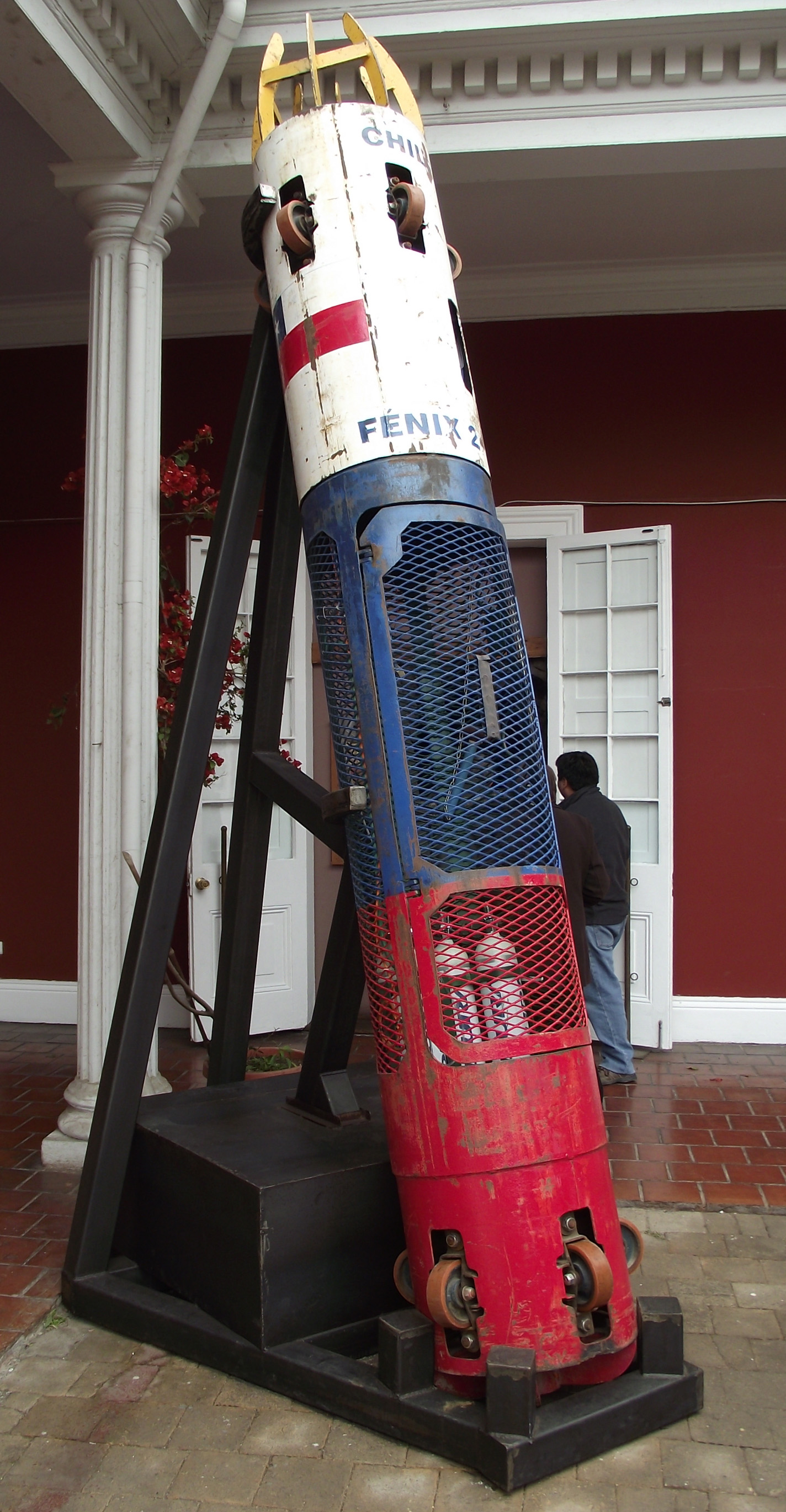
Спасательная капсула «Fénix-2», использованная для подъёма чилийских шахтеров

- - В Чили в ходе уникальной спасательной операции из обрушившейся шахты подняли на поверхность первых горняков[44].
  - В результате взрыва и пожара на военной базе в Иране 18 человек погибли, 14 ранены[50].
- 14 октября
  - Скончался Бенуа Мандельброт — создатель фрактальной геометрии[51].
  - В России стартовала перепись населения[52].
  - Марк Рютте назначен королевой Беатрикс новым премьер-министром Нидерландов после 4 месяцев переговоров между ведущими партиями страны. Ожидается, что Народная партия за свободу и демократию и Христианско-демократический призыв, не имеющие большинства в парламенте, создадут правительство при поддержке либерально-националистической Партии свободы[53].
  - В Лувре (Париж, Франция) в рамках Года России во Франции проходит скандально известная выставка Русский контрапункт.
  - Президент Сомали объявил о назначении Мохамеда Абдуллахи Мохамеда новым премьер-министром переходного правительства[54].
- 15 октября
  - Президент России Дмитрий Медведев предложил Московской городской Думе Сергея Собянина в качестве кандидатуры нового мэра Москвы[55].
  - В Чукотском море состоялась торжественная церемония открытия дрейфующей станции «Северный полюс-38»[56].
  - В Чехии начались двухдневные муниципальные выборы и выборы одной трети сената[57].
  - Завершилось 14-летнее строительство самого длинного в мире тоннеля через Альпы в Швейцарии[58].
  - Парламент Грузии принял в третьем чтении поправки к конституции, резко усиливающие роль премьер-министра за счёт полномочий президента и парламента[59].
- 16 октября
  - В Туапсинском районе Краснодарского края при подтоплении нескольких населенных пунктов из-за сильных дождей погибли 13 человек[60].
  - 37 шахтёров погибли в результате аварии на угольной шахте в городе Юйчжоу (провинция Хэнань, Китай)[61].
- 17 октября
  - Открылись горномарийская и коми-пермяцкая Википедии.
  - В Ватикане прошла церемония канонизации шести новых святых Католической Церкви, среди новопрославленных подвижников — сестра Мария Маккиллоп — первая в истории уроженка Австралии, канонизированная в лике святых[62].
  - Канцлер ФРГ Ангела Меркель на собрании молодёжной организации Христианско-демократического союза в Потсдаме признала провал попыток построить мультикультурное общество в Германии[63].
- 18 октября
  - На северо-восток Филиппин обрушился тайфун «Меги», который был признан самым сильным тайфуном за последние 4 года[64].
- 19 октября
  - В результате нападения боевиков на парламент Чечни погибли 3 человека, ещё 17 получили ранения[65].
  - Во Франции продолжилась общенациональная забастовка: служащие и рабочие выступают против реформы, которая предусматривает повышение пенсионного возраста с 60 до 62 лет; на улицы вышло около полумиллиона человек[66].
  - Во французском Довиле состоялись переговоры Дмитрия Медведева с Федеральным канцлером Германии Ангелой Меркель и Президентом Франции Николя Саркози, это первая встреча лидеров России, Франции и Германии в формате «большой тройки» после пятилетнего перерыва[67].
- 20 октября
  - Министр финансов Великобритании Джордж Осборн объявил о сокращении социальных выплат на 7 миллиардов фунтов[68].
  - Власти Москвы впервые дали оппозиции разрешение на проведение митинга в защиту 31-й статьи Конституции РФ на Триумфальной площади столицы[69], это разрешение впоследствии было отозвано.
- 21 октября
  - Власти Мьянмы сменили официальное название страны и её государственную символику. Название «Союз Мьянма» заменено на «Республика Союз Мьянма». Изменены также флаг и гимн страны[70].
  - Астрономы из Франции и Великобритании спектроскопическими методами нашли, что галактика UDFy-38135539 — самый удалённый объект в наблюдаемой нами Вселенной[71].

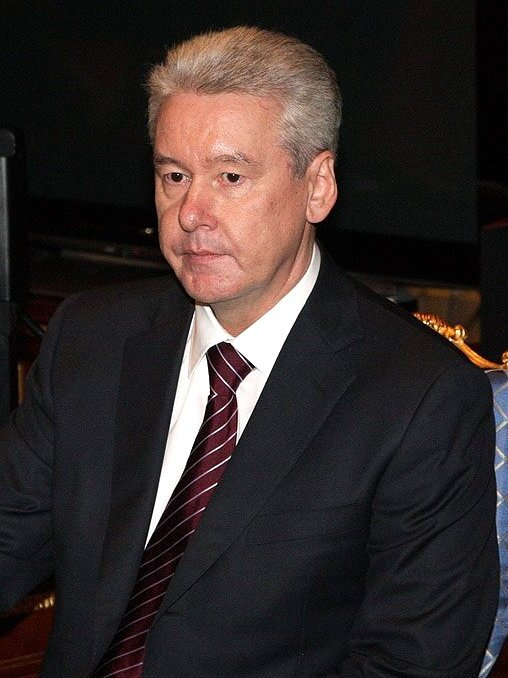
Сергей Собянин

- - Московская городская дума официально утвердила Сергея Собянина в должности мэра Москвы[72].
  - Китай опроверг информацию, что он запретил экспорт редкоземельных металлов в США и Европу, после аналогичных мер по отношению к Японии[73].
- 22 октября
  - Сенат Франции одобрил закон о повышении пенсионного возраста до 62 лет[74].
  - На севере Гаити в результате вспыхнувшей эпидемии холеры погибли 135 человек[75].
  - Наводнение в Бенине, начавшееся в начале октября, вынудило 120 тысяч человек покинуть свои дома. Погибло 60 человек, затоплено около половины сельскохозяйственных земель[76].
- 23 октября

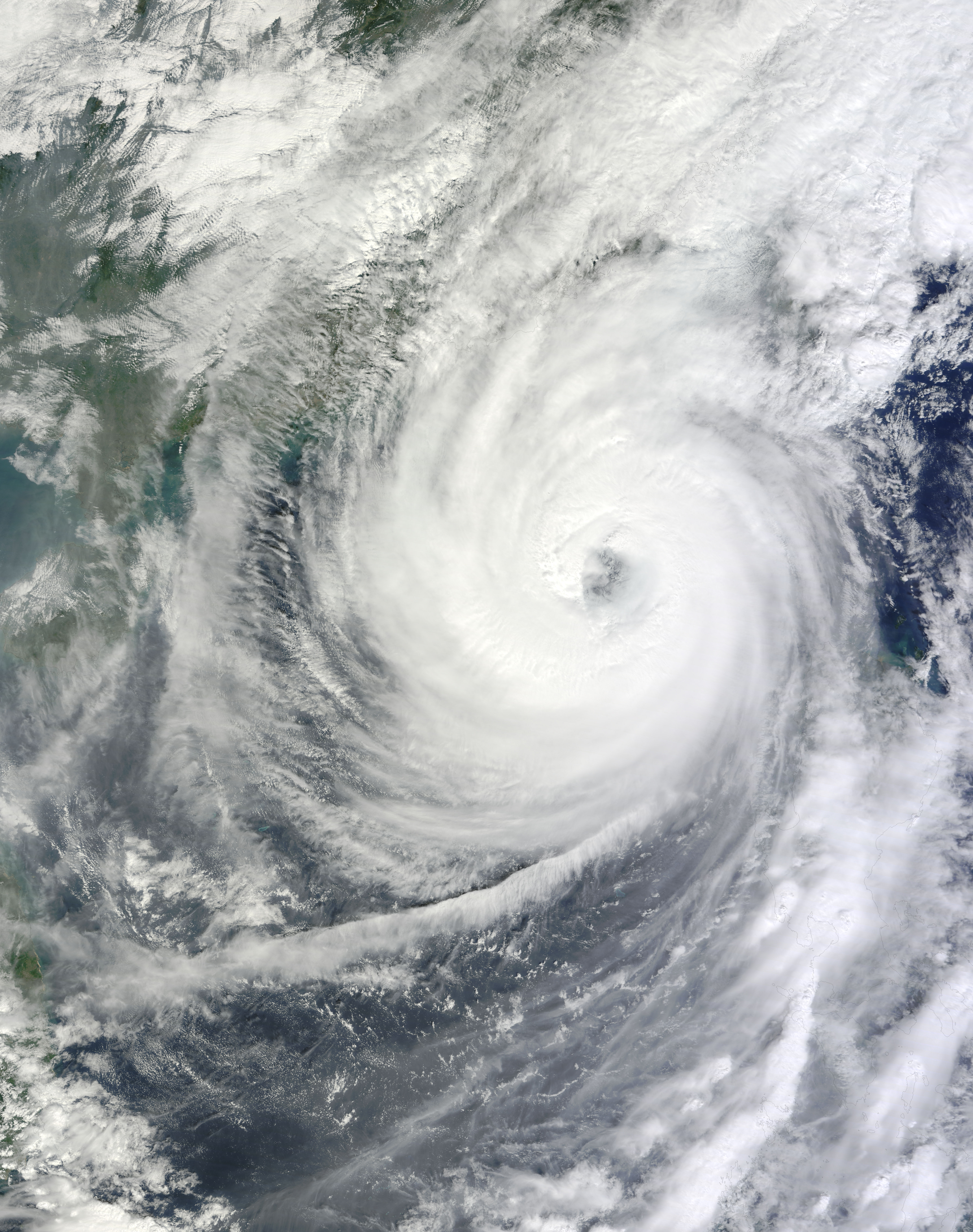
Супертайфун «Меги» у побережья Китая

  - Супертайфун «Меги» у побережья КитаяСупертайфун «Меги», уже оставивший за собой 18-22 октября масштабные разрушения и десятки погибших на Филиппинах и Тайване, достиг южного побережья Китая. Из опасных районов эвакуированы более 270 тыс. человек[77].
  - В возрасте 48 лет скончался премьер-министр Барбадоса Дэвид Томпсон[78], его сменил на посту Фрейндель Стюарт.
  - Независимая организация WikiLeaks опубликовала 400 тысяч новых секретных документов Пентагона о войне в Ираке[79][80].
  - В Таиланде в результате наводнения, вызванного сильными дождями, погибли 32 человека[81].
  - Обострение мусорного кризиса в Неаполе: на улицах города скопилось 2 тысячи тонн мусора[82].
  - 7 футбольных болельщиков погибли и не менее четырёх пострадали в результате давки на стадионе в Найроби[83].
  - В результате второго тура довыборов одной трети сената Чехии впервые большинство перешло от правых политических партий к социал-демократам[84]
  - В Бахрейне прошёл первый тур парламентских выборов. По его итогам оппозиционный шиитский блок Исламская ассоциация национального согласия получил 18 из 40 мест в нижней палате парламента[85].
- 24 октября
  - Завершился очередной чемпионат мира по спортивной гимнастике, китайская сборная на первом месте по количеству медалей, российская — на втором[86].
  - Компания Virgin Galactic открыла в Нью-Мексико первый коммерческий космодром[87]
- 25 октября
  - Закончился основной этап всероссийской переписи населения[88].
  - Кирибати стала 71-й страной признавшей независимость Косово[89].
- 26 октября
  - Электромобиль Lekker Mobil на основе Audi A2 преодолел более 600 километров от Мюнхена до Берлина без перезарядки батарей, установив новый мировой рекорд[90].
  - Землетрясение неподалёку от индонезийского острова Суматра вызвало цунами. Количество жертв цунами достигло 272, свыше 500 человек пропали без вести[91][92].
  - В результате извержения вулкана Мерапи на острове Ява в Индонезии погибли по меньшей мере 25 человек[93].
  - В Новосибирске по решению суда закрыта недавно открытая станция метро Золотая нива[94].
  - В Гаити продолжает свирепствовать эпидемия холеры, унёсшая жизни уже более 250 человек[95].
  - Верховный суд Ирака приговорил бывшего вице-премьера Ирака Тарика Азиза к смертной казни[96].
- 27 октября
  - В США стартовал новый чемпионат Национальной баскетбольной ассоциации[97].
  - В Аргентине скончался бывший президент страны Нестор Киршнер, супруг действующего главы государства Кристины Киршнер[98].
  - Учёные объявили об открытии в Мьянме нового вида обезьян, получившего название бирманская курносая обезьяна[99].
- 28 октября
  - В Тяньцзине официально представлен самый мощный в мире суперкомпьютер Тяньхэ-1А с устойчивой вычислительной мощностью 2,5 млн миллиардов операций в секунду[100].
  - В столице Вьетнама открылся XVII саммит АСЕАН[101].
  - Закончена реставрация надвратной иконы Никольской башни Московского Кремля[102].
  - На открывшемся в Брюсселе саммите ЕС принят план по усилению финансового контроля и экономического управления в Евросоюзе[103].
  - Президентом Центральноамериканского парламента избран представитель Панамы Дориндо Кортес[104].
- 29 октября
  - В Японии стартовал Чемпионат мира по волейболу среди женщин 2010[105].
- 30 октября
  - В результате крушения судна на востоке Индии погибли 62 человека, ещё больше ста числятся пропавшими без вести[106].
- 31 октября
  - Новым премьер-министром Сомали стал Мохамед Абдуллахи Мохамед[107].
  - В Бразилии прошёл второй тур президентских выборов[108]. Новым президентом впервые избрана женщина — Дилма Русеф[109].
  - В Кот-д’Ивуаре прошёл первый тур президентских выборов. Во второй тур прошли действующий президент Лоран Гбагбо и бывший премьер-министр Алассан Уаттара[110].
  - В Танзании прошли парламентские и президентские выборы. На президентских выборах победил действующий глава государства Джакайя Киквете[111][112].
  - В конкурсе «Мисс Мира 2010» победила жительница США 18-летняя Александрия Миллс[113].
  - При штурме захваченной террористами католической церкви в центре Багдада погибли 58 человек[114].
  - В Нигере прошёл референдум о принятии новой конституции страны. Более 90 % голосовавших высказались за её принятие[115][116].